# Charles Montagu Doughty
Pour les articles homonymes, voir Doughty et Thomas Doughty.
Charles Montagu Doughty (19 août 1843 - 20 janvier 1926) est un poète, écrivain et grand voyageur anglais.

## Biographie
Né à Theberton Hall dans le Suffolk, il est surtout connu pour son récit de voyages en deux volumes, Travels in Arabia Deserta. Son influence au départ fut minime, mais petit à petit il devint la référence en matière de récit de voyage, aimé autant pour son style que pour son contenu. T.E. Lawrence, dit Lawrence d'Arabie, fortement marqué par la lecture de l'Arabia deserta qui lui avait inspiré le désir de découvrir l'Orient dès sa jeunesse, motiva dans les années 1920 sa réédition avec une introduction écrite par lui-même. Dès lors le livre a été réédité plusieurs fois en langue anglaise.
Il s'agit d'un récit des voyages de Doughty dans les déserts d'Arabie et de ses découvertes. Il est écrit dans un style plutôt extravagant et maniéré fondé sur la Bible du roi Jacques, mais avec des tournures surprenantes et intrigantes.
Le voyageur avait dans son paquetage Arabien und die Araber seit hundert Jahren (Halle, 1875) du compilateur Albrecht Zehme.
Il n'a pas pu lire les œuvres de Anne Blunt (1879-1883) ni de Charles Huber (1878-1882), ni Carlo Guarmani (1865).
Parmi les auteurs ayant fait l'éloge du livre, se trouve le romancier britannique Henry Green, dont l'essai sur Doughty, Apologia, est édité dans la collection appelée Surviving. Son roman Living a un style directement influencé par le livre de Doughty.

## Œuvres
- Travels in Arabia Deserta (1888)
- The Dawn in Britain
- Adam Cast Forth (1906)
- The Cliffs (1909)
- The Clouds (1912)